# Kiler
Kiler («Киллер») — саундтрек к фильму Юлиуша Махульского «Киллер», записанный польской рок-группой Elektryczne Gitary. Выпущен в декабре 1997 года звукозаписывающей компанией PolyGram Polska. Включает большей частью песни со студийного альбома Na krzywy ryj.

## Об альбоме
Композиции «Co ty tutaj robisz», «Jak zwierzęta», «Piosenka dla działacza», «Jesteś słodka», «Złodziej samochodowy», «Ona jest pedałem» и «W porównaniu», взятые для звуковой дорожки из альбома Na krzywy ryj, были записаны с декабря 1996 года по февраль 1997 года в студии Izabelin. «Pomyłka», «Kiler» и «Zlecenie» записаны специально для саундтрека в сентябре 1997 года также на студии Izabelin.
Автор большинства композиций саундтрека — лидер группы Якуб Сенкевич, по одной песне написали клавишник Пётр Лоек и саксофонист Александер Корецкий. На одну из трёх новых песен, созданных специально для звуковой дорожки к фильму, — «Kiler» — был снят видеоклип.
В процессе записи саундтрека Kiler в группе Elektryczne Gitary сменился ударник, вместо ушедшего Ярослава Копеца в группу был принят Леон Падух.

## Список композиций
| №   | Название                 | Автор(ы)                                  | Длительность |
| --- | ------------------------ | ----------------------------------------- | ------------ |
| 1.  | «Pomyłka»                | Леон Падух / Якуб Сенкевич                | 1:07         |
| 2.  | «Kiler»                  | Якуб Сенкевич                             | 4:00         |
| 3.  | «Jak zwierzęta»          | Якуб Сенкевич                             | 5:10         |
| 4.  | «Jesteś słodka»          | народная (музыка) / Якуб Сенкевич (слова) | 2:33         |
| 5.  | «Ona jest pedałem»       | Пётр Лоек                                 | 3:04         |
| 6.  | «Zlecenie»               | Якуб Сенкевич                             | 1:20         |
| 7.  | «Co ty tutaj robisz»     | Якуб Сенкевич                             | 3:38         |
| 8.  | «Piosenka dla działacza» | Якуб Сенкевич                             | 2:32         |
| 9.  | «W porównaniu»           | Якуб Сенкевич                             | 4:05         |
| 10. | «Złodziej samochodowy»   | Александер Корецкий                       | 2:42         |

Помимо композиций группы Elektryczne Gitary в саундтрек входит также несколько композиций других авторов и диалоги актёров: «Solniczka» (диалоги), «Deszcze Niespokojne» (песня из фильма «Четыре танкиста и собака» в исполнении Эдмунда Феттинга), «Orła cień» (песня в исполнении группы Varius Manx и Ежи Штура), «Chcemy być sobą» (песня в исполнении группы Perfect), «Zabić Siarę» (диалоги), «Pizza Kiler» (диалоги под музыку Антонио Вивальди — Trio Sonata in C Major RV82) и «Sado-Maso (Demimonde)» (диалоги под музыку).

## Участники записи
- Якуб Сенкевич — гитара, вокал;
- Томаш Гроховальский — бас-гитара, бэк-вокал;
- Александер Корецкий — саксофон, флейта, бэк-вокал;
- Пётр Лоек — клавишные, гитары, бэк-вокал;
- Ярослав Копець (Jarosław Kopeć) — ударные;
- Леон Падух (Leon Paduch) — ударные.

а также:
- Агнешка Бэтлей (Agnieszka Betley) — бэк-вокал.
- Станислав Боковы (Stanisław Bokowy) — менеджмент, продюсирование записи;
- Elektryczne Gitary — аранжировка записи.